# Tringa erythropus
Il totano moro (Tringa erythropus (Pallas, 1764)) è un uccello migratore della famiglia degli Scolopacidae dell'ordine dei Charadriiformes, diffuso nel vecchio mondo.

## Descrizione
È un uccello limicolo lungo circa 30 cm, con zampe lunghe e becco diritto, lungo e sottile, nero eccetto la parte basale della mandibola inferiore che è rossa.
In estate zampe e piumaggio sono tutti neri, mentre nel resto dell'anno le parti superiori sono grigie chiare (con un sopracciglio bianco dal becco all'occhio), mentre le parti inferiori sono bianche e le zampe rosso-arancio.

## Biologia

### Alimentazione
Il totano moro è carnivoro, si nutre principalmente di insetti e delle loro larve, di piccoli crostacei, molluschi, vermi e piccoli pesci e anfibi. È attivo sia di giorno che di notte.

### Riproduzione
Nidifica in leggere depressioni di ciuffi d'erba, cumuli di sfagno, o comunque in zone di foresta con bassa vegetazione.

### Spostamenti
Dopo il periodo riproduttivo gli individui si radunano in vasti stormi per la muta del piumaggio; subito dopo migrano verso i quartieri di svernamento: per prime le femmine, in giugno; poi i maschi in luglio, e infine i giovani tra agosto e settembre. Tra agosto e ottobre i totani mori raggiungono le zone di svernamento, che lasceranno nuovamente per ritornare in aprile - maggio nelle zone di nidificazione.
Durante il periodo di nidificazione il totano moro non è particolarmente gregario, si trova di norma in coppie isolate.

## Sistematica
Tringa erythropus non ha sottospecie, è monotipica.
Specie simili sono la pettegola, la pantana e in generale le altre specie del genere Tringa.

## Distribuzione e habitat
Si riproduce nel nord dell'Europa e dell'Asia, dalla Norvegia alla Siberia orientale, e sverna in una fascia che comprende le coste del Mediterraneo, l'Africa equatoriale, il Medio Oriente, l'India e le coste dell'Indocina. In Italia è di passo, e sverna in alcune località. La popolazione mondiale stimata è di alcune centinaia di migliaia di individui.
I suoi habitat di nidificazione sono le paludi di tundra e taiga, mentre in altri periodi dell'anno si può trovare più generalmente in zone umide con acque basse, dolci o salmastre.

## Conservazione
La principale minaccia per la specie è la perdita di habitat nelle zone di svernamento e lungo le rotte migratorie, dovuta principalmente alla degradazione e alla bonifica delle zone umide. Tuttavia la popolazione mondiale è stabile, numerosa e distribuita su di un'ampia zona geografica, di conseguenza lo stato di conservazione è considerato di rischio minimo (least concern).